# Obernsees

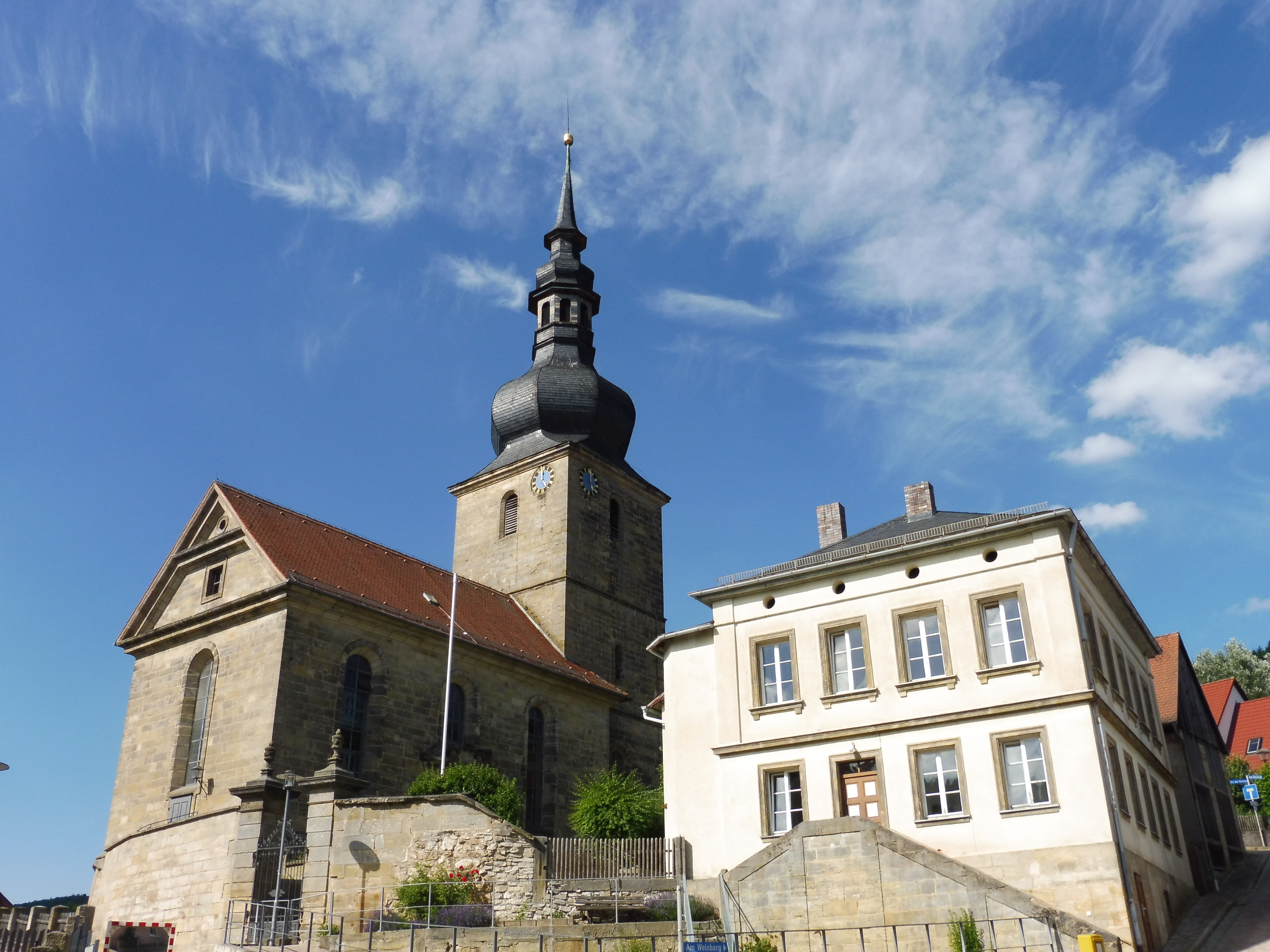
Pfarrkirche St. Jakob

Obernsees ist ein Gemeindeteil der Gemeinde Mistelgau im Landkreis Bayreuth (Oberfranken, Bayern). Die Gemarkung Obernsees hat eine Fläche von 5,165 km². Sie ist in 1130 Flurstücke aufgeteilt, die eine durchschnittliche Flurstücksfläche von 4570,47 m² haben. In ihr liegen neben dem namensgebenden Ort die Gemeindeteile Böhnershof, Braunersberg, Friedrichsruh und Gries.

## Geografie
Durch das Pfarrdorf fließt der Busbach, der unmittelbar südlich des Ortes rechts in die Truppach mündet. Außerdem fließt der Distelbach durch den Ort, der dort als linker Zufluss in den Busbach mündet. Einen halben Kilometer westlich befindet sich die Anhöhe Distelberg, ca. einen Kilometer nordwestlich das Naturschutzgebiet Knock.
Unmittelbar südlich des Ortes verläuft die Staatsstraße 2186, die nach Truppach (1,4 km südwestlich) bzw. Tröbersdorf (5,5 km nordöstlich) führt. Die Kreisstraße BT 1 führt an Braunersberg vorbei zur Bundesstraße 22 (1,9 km nördlich) bzw. nach Frankenhaag (2,4 km südöstlich). Ein Anliegerweg führt zur Knockhütte (1,2 km nordwestlich).

## Name
Der Ortsname leitet sich vom mittelhochdeutschen Wort Gesaezze für Wohnsitz ab. Oberngesaezze bedeutet oberer Wohnsitz.

## Geschichte

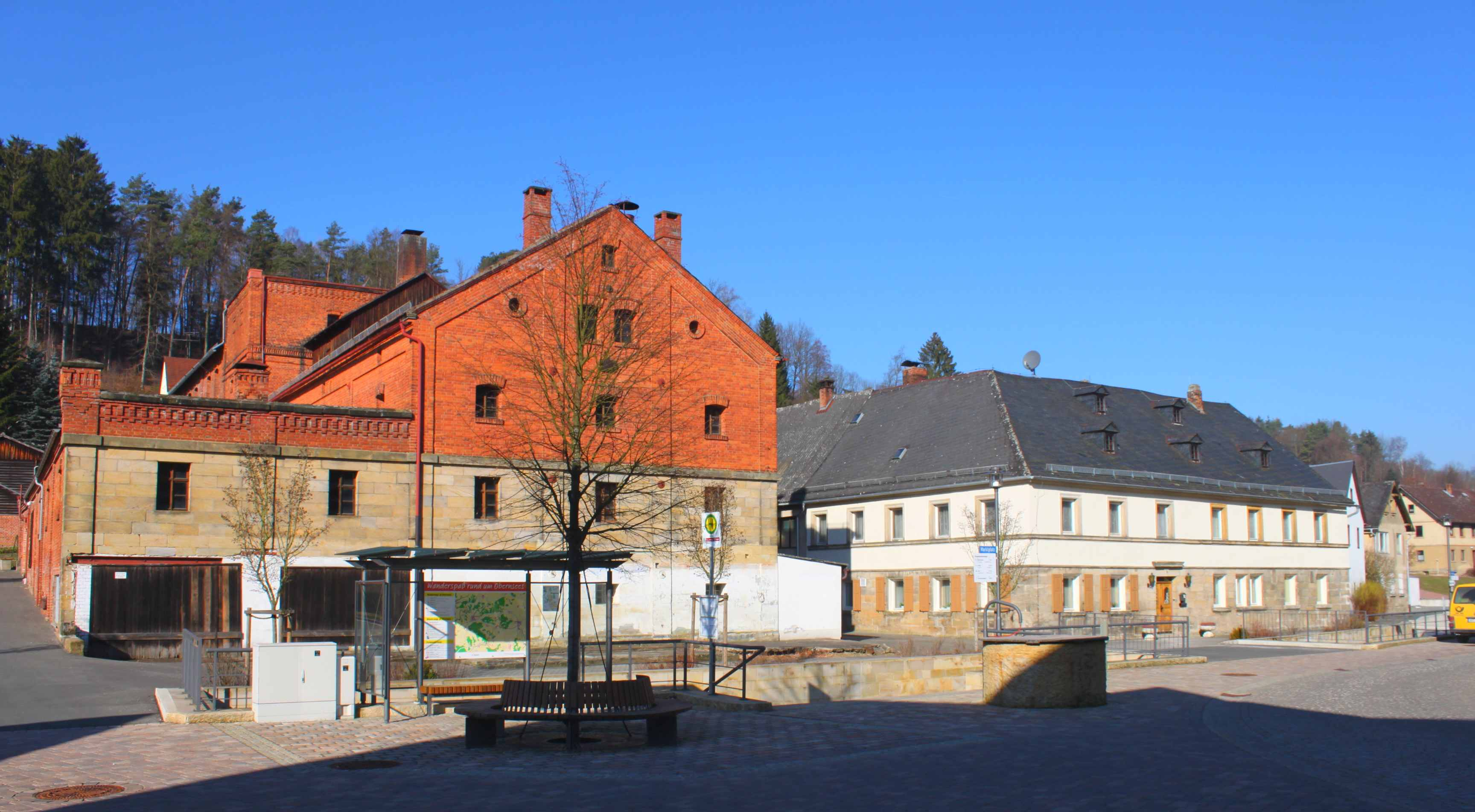
Gebäude der ehemaligen Brauerei Maisel (links)

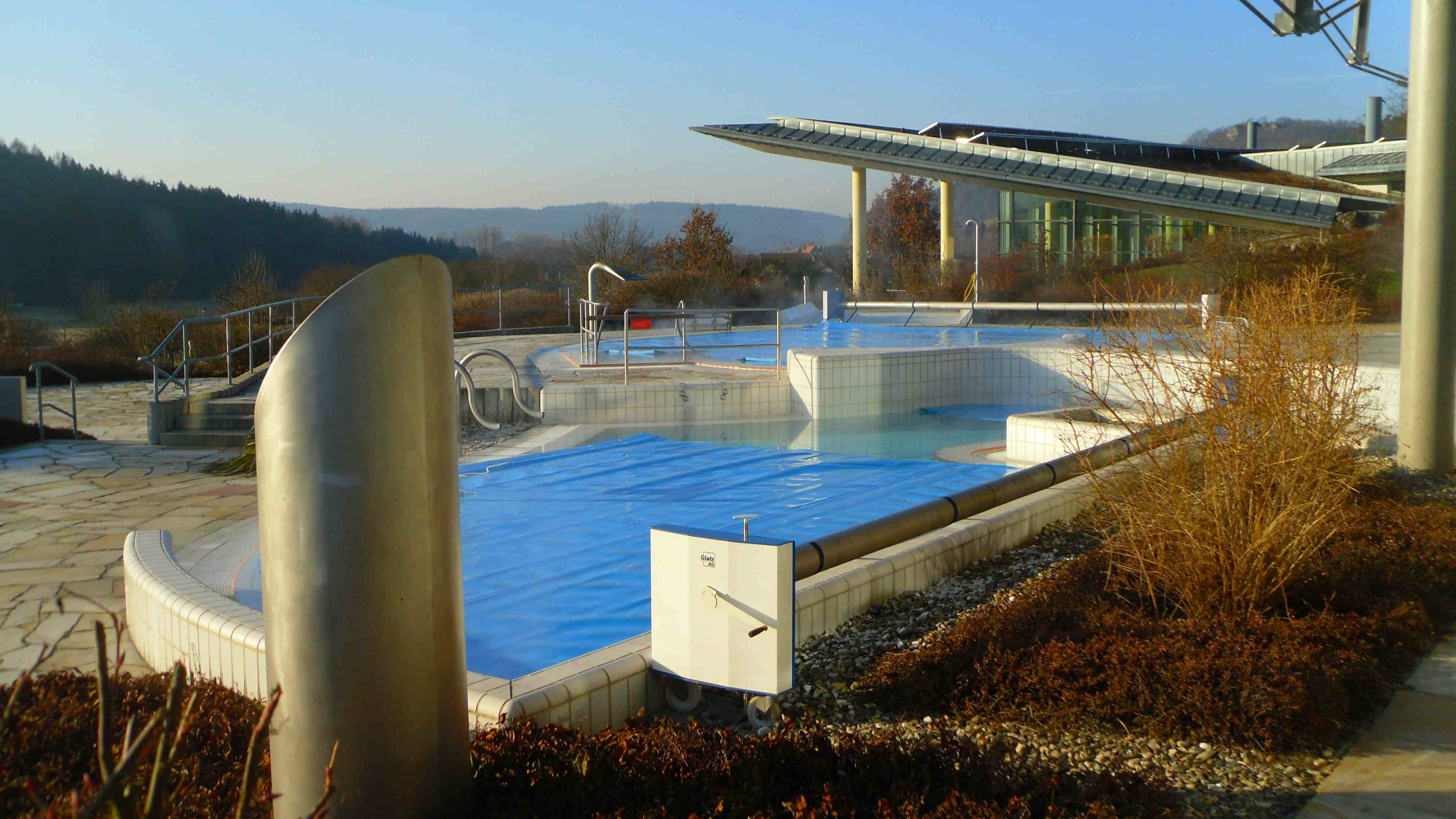
Außenbereich der Therme Obernsees

1180 wurde „Heinrich von Oberngesaezze“ als Ministerialer des Bischofs von Bamberg erwähnt. Als Beamter des Bischofs hatte er die Aufgabe, die Mission unter den Slaven, die zusammen mit den Franken in der Gegend lebten, voranzutreiben und die Gebietsansprüche des Bischofs zu sichern.
Über eineinhalb Jahrhunderte zog sich ein Streit zwischen den Bischöfen von Bamberg und den Burggrafen von Nürnberg hin, in dem Obernsees eine bedeutende Rolle spielte. 1393 fiel der Ort sowohl bezüglich der Einsetzung des Pfarrherrn als auch in lehensrechtlicher Hinsicht an die Burggrafen von Nürnberg und war zu jener Zeit ein Grenzort von deren Grafschaft. Nach dem Tod von Albrecht Achilles wurde das hohenzollernsche Herrschaftsgebiet in Franken unter dessen beiden jüngeren Söhnen aufgeteilt. Der „obergebirgische“ Landesteil mit Obernsees gehörte 1486 zunächst zum Fürstentum Kulmbach und als Folge der Verlegung des Regierungssitzes im Jahr 1542 später zum Fürstentum Bayreuth.
Der Besitz der Gemeinde wurde in den folgenden Jahrhunderten unter verschiedenen Standesherren aufgeteilt. In und um Obernsees waren unter anderem die Küngsfelder, die Pozlinger, die Aufseß und die Markgrafen von Bayreuth begütert. Anfang des 18. Jahrhunderts stellte Obernsees mit 75 Haushaltungen, Kirche und Schule, zwei Mühlen und neun Wirtshäusern bereits eine stattliche Gemeinde dar.
Gegen Ende des 18. Jahrhunderts gab es in Obernsees 78 Anwesen. Die Hochgerichtsbarkeit stand dem bayreuthischen Stadtvogteiamt Bayreuth zu. Die Dorf- und Gemeindeherrschaft hatte das Hofkastenamt Bayreuth. Grundherren waren
- das Hofkastenamt Bayreuth (19 Anwesen: 1 Mühle, 1 Söldengut, 1 Gütlein, 2 Tropfsöldengütlein, 1 Tropfhaus mit Backrecht, 1 Tropfhaus mit Schmiede, 5 Tropfhäuser; Schönburgische Lehenverwaltung: 5 Gütlein, 1 Söldengut mit Brau- und Malzhaus, 1 Tropfhaus),
- das Stift- und Pfründamt Bayreuth (5 Anwesen: 1 Halbhof, 1 Viertelhof, 1 Söldengut, 1 Söldengütlein, 1 Tropfgütlein),
- das Kastenamt Sanspareil (1 Söldengut),
- das Rittergut Truppach (27 Anwesen: 1 Mahl- und Schneidmühle, 14 Söldengüter, 2 Sölden, 1 Söldengütlein, 1 Söldengut mit Schenkstatt, 1 Söldengut mit Back- und Schankgerechtigkeit, 1 Tropfsölde, 6 Tropfhäuser),
- das Rittergut Mengersdorf (19 Anwesen: 8 Söldengüter, 1 Söldengut mit Branntweinbrennereigerechtigkeit, 1 Söldengütlein, 2 Sölden, 5 Tropfhäuser, 1 Schmiede, 1 Haus),
- das Rittergut Adlitz (1 Sölde, 3 Tropfhäuslein),
- das Rittergut Plankenfels (1 Gütlein, 1 Tropfhaus),
- die Pfarrei Obernsees (1 Söldengütlein).[9]

1813 vernichtete ein Großfeuer 24 Häuser, 21 Scheunen und ein Brauhaus. In den Jahren 1816/17 starben viele Einwohner bei einer Hungersnot. 1848 wurde das Zehntrecht abgelöst, was die freie Entwicklung des ländlichen Handwerks und Kleingewerbes begünstigte.
In den 1850er Jahren wurde ein Schulhaus errichtet, das bis 1973 in seiner Funktion bestand. 1861 erhielt der Ort das Marktrecht und wurde zu einem Mittelpunkt des Handwerks inmitten eines bäuerlichen Umlands. Die Statistik von 1858 weist insgesamt 79 handwerk- und gewerbetreibende Personen auf; darunter waren sechs Brauer und sieben Schuhmacher. Wie alle Einwohner von Obernsees hatte Friedrich Maisel das Braurecht, sein Sohn Andreas (geb. 1843) baute das elterliche Anwesen zu einer modernen Brauerei und Mälzerei um. Die Brauerei Maisel in Obernsees existierte von 1852 bis 1982; um 1900 wurde das wirtschaftliche und gesellschaftliche Leben wesentlich durch sie geprägt. Friedrich Maisels Söhne Eberhardt und Hans gründeten 1887 im nahen Bayreuth die Brauerei Gebr. Maisel.
Besonders im Viehhandel spielte Obernsees eine bedeutende Rolle. Mit dem Ersten Weltkrieg endete dieser Handel und konnte danach nicht wieder belebt werden. Am 12. März 1904 wurde die Bahnstrecke Bayreuth–Hollfeld eröffnet, an der Obernsees einen Bahnhof erhielt. Er wurde zur Verladestation von Getreide, Kartoffeln, Kohlen, Bier, Malz etc. Die letzte Fahrt eines Personenzugs, eine Sonderfahrt mit einer Dampflokomotive der einst eingesetzten Baureihe 64, erfolgte am 28. September 1974. Am 28. September 1975 wurde die Strecke stillgelegt.
Einen tiefen Einschnitt in der Ortsgeschichte stellten die Bohrergebnisse des Bayerischen Geologischen Landesamtes aus dem Jahr 1983 dar: Unmittelbar westlich von Obernsees stieß man in der Tiefe von 1280 Metern auf Thermalwasser. 1997/98 wurde an dieser Stelle das „Warmbad Obernsees“ (heute: Therme Obernsees) errichtet, das 2001/02 wegen des großen Zulaufs erweitert wurde. 2007 schlug ein niederländischer Großinvestor den Bau eines Feriendorfs mit 200 Häusern vor. Seit November 2014 wird diese Anlage mit einigen Abänderungen gebaut; im Juli 2020 waren 44 Häuser errichtet.

## Verwaltung
1791 kam Obersees mit dem Fürstentum Bayreuth unter preußische Herrschaft und wurde 1807 im Frieden von Tilsit an das französische Kaiserreich abgetreten. 1810 wurde das Fürstentum an das Königreich Bayern verkauft. Von 1797 bis 1810 unterstand der Ort dem Justiz- und Kammeramt Bayreuth. Infolge des Gemeindeedikts wurde Obernsees dem 1812 gebildeten Steuerdistrikt Truppach zugewiesen. Zugleich entstand die Ruralgemeinde Obernsees, zu der Braunersberg, Friedrichsruh und Gries gehörten. Sie war in Verwaltung und Gerichtsbarkeit dem Landgericht Bayreuth zugeordnet und in der Finanzverwaltung dem Rentamt Bayreuth (1919 in Finanzamt Bayreuth umbenannt). In der freiwilligen Gerichtsbarkeit gehörten einige Anwesen bis 1848 Patrimonialgerichten an, die aus den ehemaligen Rittergütern entstanden waren. Mit dem Gemeindeedikt von 1818 wurden Außerleithen, Bärnreuth, Pensenleithen und Schnackenwöhr eingemeindet. Außerleithen, Bärnreuth und Pensenleithen kamen 1854 zur Gemeinde Mengersdorf, Schnackenwöhr kam vor 1867 zur Gemeinde Truppach. Ab 1862 gehörte Obernsees zum Bezirksamt Bayreuth (1939 in Landkreis Bayreuth umbenannt). Die Gerichtsbarkeit blieb beim Landgericht Bayreuth (1879 in Amtsgericht Bayreuth umgewandelt). Böhnershof wurde erst Ende des 19. Jahrhunderts auf dem Gemeindegebiet gegründet. Die Gemeinde hatte 1964 eine Gebietsfläche von 5,133 km².
Am 1. Mai 1978 wurde Obernsees im Zuge der Gebietsreform in Bayern in die Gemeinde Mistelgau eingegliedert.

## Einwohnerentwicklung
Gemeinde Obernsees
| Jahr      | 1819   | 1840   | 1852   | 1855   | 1861   | 1867   | 1871   | 1875   | 1880   | 1885   | 1890   | 1895   | 1900   | 1905   | 1910   | 1919   | 1925   | 1933   | 1939   | 1946   | 1950   | 1952   | 1961   | 1970   |
| Einwohner | 492    | 656    | 674    | 592    | 602    | 601    | 592    | 589    | 596    | 594    | 566    | 575    | 569    | 606    | 591    | 565    | 534    | 534    | 473    | 751    | 764    | 713    | 627    | 584    |
| Häuser    |        |        |        |        |        |        | 89     |        |        | 97     | 90     |        | 89     |        |        |        | 99     |        |        |        | 107    |        | 117    |        |
| Quelle    | [ 16 ] | [ 21 ] | [ 21 ] | [ 21 ] | [ 22 ] | [ 23 ] | [ 24 ] | [ 25 ] | [ 26 ] | [ 27 ] | [ 28 ] | [ 21 ] | [ 29 ] | [ 21 ] | [ 30 ] | [ 21 ] | [ 31 ] | [ 21 ] | [ 21 ] | [ 21 ] | [ 32 ] | [ 21 ] | [ 17 ] | [ 33 ] |

Ort Obernsees
| Jahr      | 001819 | 001822 | 001861 | 001871 | 001885 | 001900 | 001925 | 001950 | 001961 | 001970 | 001987 | 002004  |
| Einwohner | 460    | 480    | 553    | 542    | 542    | 524    | 486    | 701    | 590    | 541    | 569    | ca. 700 |
| Häuser    |        | 78     |        |        | 89     | 82     | 92     | 99     | 109    |        | 154    |         |
| Quelle    | [ 34 ] | [ 16 ] | [ 22 ] | [ 24 ] | [ 27 ] | [ 29 ] | [ 31 ] | [ 32 ] | [ 17 ] | [ 33 ] | [ 35 ] | [ 1 ]   |

## Religion
Der Ort ist Sitz der Pfarrei St. Jakob und ist seit der Reformation evangelisch-lutherisch geprägt.

## Kultur und Sport
Nach zweijähriger Bauzeit wurde am 21. Juni 2013 an die drei örtlichen Vereine (Sportverein TSV, Theatergruppe und Gesangverein) die „Kulturscheune“ übergeben, die  für den Unterhalt der Gebäude den Trägerverein Kulturscheune Obernsees e. V. gründeten. Der Komplex besteht aus zwei denkmalgeschützten Gebäuden mit integrierter Kleinsporthalle und steht auch der Dorfgemeinschaft und der Gemeinde zur Verfügung.
Der TSV Obernsees wurde 1909 gegründet; 2018 hatte er 430 Mitglieder mit den Abteilungen Fußball, Tischtennis, Tennis, Jugendgruppe, Damengymnastik und Cheerleader. Bei den Bayerischen Cheerleading-Meisterschaften des Jahres 2021 errangen die Peewees (NBC Little Galaxy) des Vereins den ersten Rang, die Juniors (NBC White Galaxy) sicherten sich in ihrer Altersklasse Rang zwei.

## Baudenkmäler

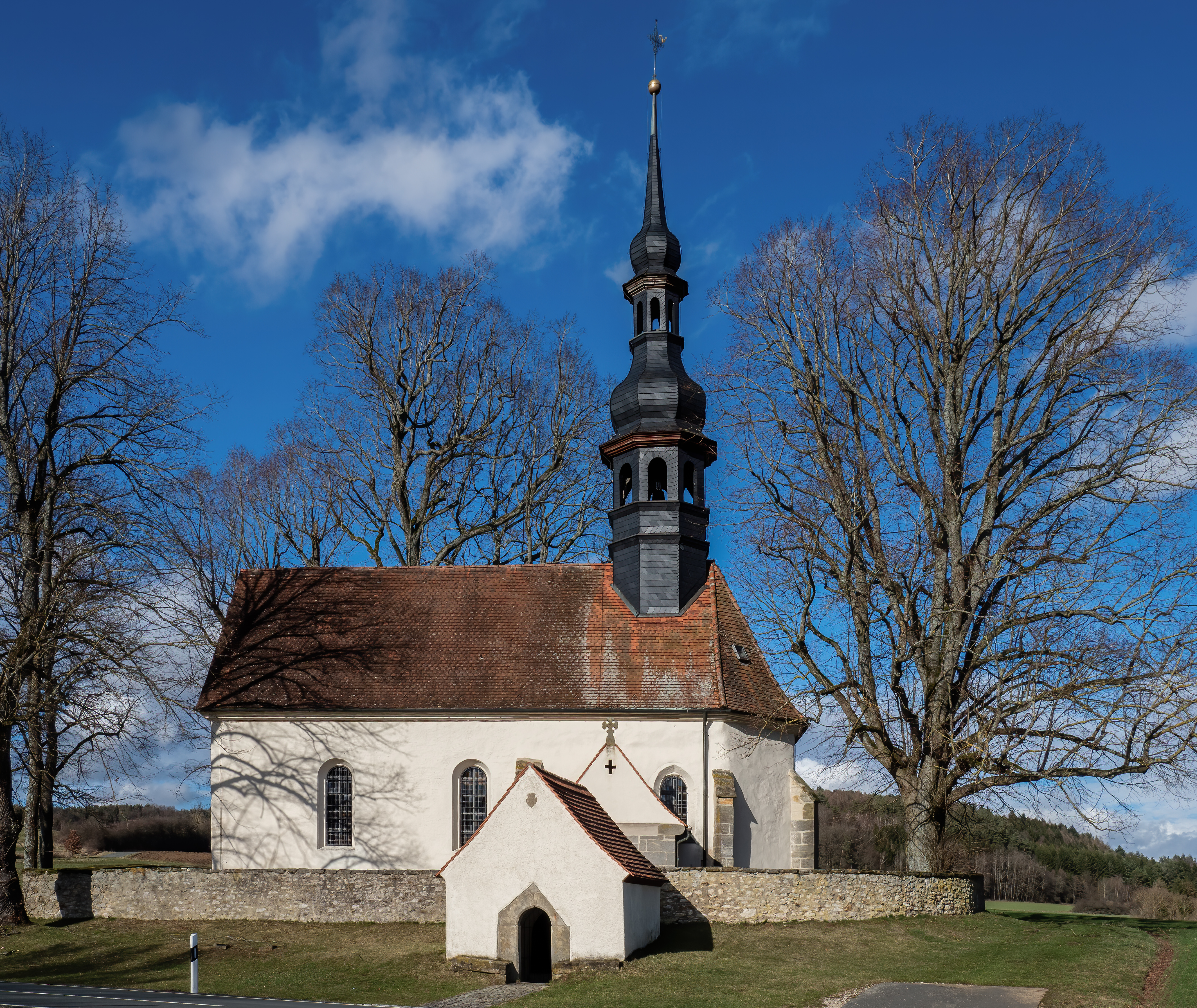
Kapelle Sankt Rupertus

- St. Jakob, evangelisch-lutherische Pfarrkirche im Markgrafenstil
- St. Rupertus, evangelisch-lutherische Kapelle, ehemalige Wallfahrtskirche
- Diverse Wohngebäude

## Persönlichkeiten, die vor Ort wirken
- Fritz Föttinger (* 1939), Maler, Mundartschriftsteller, Grafiker und Keramiker